# Tadeusz Paszta
Tadeusz Paszta (ur. 6 marca 1905 w Warszawie, zm. 24 czerwca 1979) – funkcjonariusz Milicji Obywatelskiej i aparatu bezpieczeństwa publicznego PRL.

## Życiorys
Syn Józefa i Stanisławy Tokarz. Od 3 sierpnia 1944 był komendantem wojewódzkim Milicji Obywatelskiej w Białymstoku, a od 18 stycznia 1945 w Poznaniu. Organizował tam pierwsze struktury Milicji Obywatelskiej. W czasie gdy był komendantem w Białymstoku z MO usunięto 200 funkcjonariuszy, z których ponad polowa została wcielona w szeregi Wojska Polskiego. Od 1 marca 1946 był zastępcą dyrektora Departamentu V Ministerstwa Bezpieczeństwa Publicznego, następnie od 15 maja 1946 w stopniu pułkownika szefem Wojewódzkiego Urzędu Bezpieczeństwa Publicznego w Warszawie. W 1946 został odznaczony Złotym Krzyżem Zasługi. Od 19 października do 31 grudnia 1947 brał udział w walce z „bandami i reakcyjnym podziemiem”. 22 marca 1948 zgodnie z uchwałą Centralnej Komisji Kontroli Partyjnej przy KC PZPR z dnia 20 marca 1948 został zdjęty z zajmowanego stanowiska i zwolniony z organów bezpieczeństwa za to, że „nie potrafił stanąć na wysokości zadania, nie zdołał należycie zorganizować i kierować pracą podległych sobie jednostek oraz przejawiał brak czujności wobec wrogów demokracji w najbliższym swoim otoczeniu” (IPN BU 706/935 t. 1, k. 73).
Od 1 października 1956 do 31 grudnia 1957 był zatrudniony w Ministerstwie Spraw Zagranicznych i oddelegowany w tym czasie jako zastępca szefa Polskiej Misji Komisji Nadzoru Państw Neutralnych w Korei.
W 1976 roku napisał książkę Z pokolenia w pokolenie w formie pamiętnika.
Pochowany na cmentarzu Wojskowym na Powązkach w Warszawie (kwatera C35-7-12).